# EVB Nr. 232 bis 234
Die Straßenbahnfahrzeuge Nr. 232 bis 234 (in Zweitbesetzung) und Nr. 257 bis 262 des VEB Erfurter Verkehrsbetriebe (EVB) waren von 1952 bis 1957 gebaute Einrichtungs-Beiwagen, die auf den Erfurter Standardwagen basierten. Besonderes Merkmal der Fahrzeuge ist eine zusätzliche mittlere Ausstiegstür. Seitens des Herstellers VEB LOWA Gotha bzw. später VEB Waggonbau Gotha wurden sie als Typ 104 eingeordnet. Keines der Fahrzeuge blieb erhalten. Lediglich ein von Lehrlingen des VEB Waggonbau Gotha angefertigtes Modell des Fahrgestells wurde viele Jahre im Verkehrsmuseum Dresden gezeigt.

## Beschaffung
Nach dem Zweiten Weltkrieg vergaben die Erfurter Verkehrsbetriebe (zu diesem Zeitpunkt noch EVAG) ab Juni 1948 zunächst Aufträge zur grundlegenden Instandsetzung bzw. Modernisierung älterer Fahrzeuge an die Gothaer Waggonfabrik. Als die EVAG die Modernisierung dreier sehr kleiner Beiwagen des Baujahrs 1912 (Nr. 132 bis 134, ab 1942 buchmäßig 232 bis 234) anfragte, riet der Gothaer Chefkonstrukteur Herms jedoch stattdessen zum Bau neuer Fahrzeuge mit an die Erfurter Standardwagen von 1936 bis 1944 angelehnten Abmessungen. Die EVAG stimmte dem zu und so wurde 1950 der neue Fahrzeugtyp in Gotha konstruiert. Ausgeliefert wurden die Fahrzeuge jedoch erst im April 1952. Passend zu den zu ersetzenden Beiwagen erhielten sie die Nummern 232II bis 234II.
1954 und im Frühjahr 1957 folgten je drei weiterentwickelte Fahrzeuge, die zur Erweiterung des Fahrzeugbestands dienten und ihre Nummern 257 bis 262 anschließend an die Erfurter Standardwagen erhielten.
Von 1948 bis 1956 bestand das herstellerseitige Bezeichnungssystem für Straßenbahnwagen aus den Buchstaben SW, der Schlüsselnummer 00 für Neubaufahrzeuge oder 01 für Umbau-, Wiederaufbau- und Aufbauwagen sowie einer dreistelligen Bauformnummer. Im Fall dieser Erfurter Beiwagen wurde noch die Typennummer 104 vorangestellt. Die vollständige Typenbezeichnung nach diesem System lautete 104 SW 00.118.

## Technik und Aufbau

### Nr. 232IIbis 234II
Wie bei den Erfurter Standardwagen war das Fahrgestell mit einem Achsstand von 3200 mm und einem vollständig geschweißten Rahmen ausgeführt. In der Form des Fahrgestellrahmens gab es jedoch auch Unterschiede. Die Radsätze waren mit Speichenrädern von 830 mm Durchmesser ausgeführt. Es waren sogenannte „Kriegsradsätze“ mit größtenteils zur grob bearbeiteten Radsatzwellen, die bei der Waggonfabrik noch vorhanden waren. Die Radsätze wurden in Rollenlagern gelagert. Der Sekundärfederung zwischen Fahrgestell und Wagenkasten dienten vier Blattfedern.
Die Fahrzeuge waren mit einer Solenoidbremse, einem Paar Magnetschienenbremsen und einer Feststellbremse ausgerüstet. Das Handrad zur Bedienung Letzterer befand sich ganz hinten im Fahrgastraum. Der mechanischen Verbindung mit einem Triebwagen diente eine Albertkupplung, der elektrischen Verbindung gesonderte Kabel mit zugehörigen Steckdosen.
Der Wagenkasten hatte die gleichen Abmessungen wie bei den Standardwagen. Äußerlich wirkte er jedoch durch stärkere Abrundungen zwischen Seitenwänden und Frontflächen, an den Seiten tiefer herabgezogene Schürzen und abgerundete Fensteröffnungen deutlich anders. Zudem war das aus Stahlblech gefertigte Tonnendach stärker gewölbt als bei den Standardwagen. Anders als bei früheren Konstruktionen war der Innenraum nicht durch Schiebetüren in Fahrgastraum und Plattformen bzw. Auffangräume getrennt. In Zusammenhang damit wurde der Fußboden über die gesamte Wagenlänge auf gleicher Höhe und nicht mehr in den Plattformbereichen niedriger ausgeführt.
Da die EVAG bereits einige Kuppelendstellen gegen Wendeschleifen ersetzt hatte, wurden die Fahrzeuge als Einrichtungswagen ausgeführt. Die vordere und die mittlere Tür sind 760 mm breit, die hintere 1200 mm. Die jeweils einflügligen Schiebetüren erhielten Schließmechaniken mit Seilzügen, Umlenkrollen und je Tür einem Umstellhebel oberhalb eines Fensters. Sie sollten das Schließen der Türen vereinfachen, bewährten sich jedoch nicht. An der hinteren Tür gab es einen festen Schaffnerplatz.
Zu beiden Seiten des Durchgangs wurden Einzelsitze eingebaut. Sie waren auf Stahlrohrgestellen montiert, gepolstert und mit braunem Kunstleder bezogen. Die mittigen Seitenfenster hatten klappbare Oberteile. Zudem gab es Rollos. Zur Beleuchtung des Fahrgastraums wurden Leuchtstoffröhren verwendet. Heizkörper gab es unter jedem zweiten Sitz.

### Änderungen bei Nr. 257 bis 262
Bei der 1954 gebauten Serie wurde die Fensteraufteilung geändert und die klappbaren Oberteile der Fenster bestanden aus Klar- stat Trübglas. Eine Türschließeinrichtung wurde nicht mehr eingebaut. Die Leuchstoffröhen wurden nun mit Riffelglas verkleidet.
Bei der 1957 gebauten Serie wurde wieder eine Türschließeinrichtung eingebaut, nun jedoch elektrisch und vom Schaffnerplatz aus zu bedienen. Ihre Motoren und Ketten entsprachen weitestgehend der Türschließeinrichtung der Gothawagen T57 und B57. Die Erfurter Verkehrsbetriebe legten sie jedoch schließlich wegen Mängeln still. Außerdem waren die Sitzbezüge bei diesen Wagen nicht mehr glatt und braun, sondern fein gerippt und grün.

## Einsatz
Mit diesen Beiwagen und dem Erfurter Standardwagen Nr. 105, der auch unter anderem die tiefer herabgezogenen seitlichen Schürzen erhielt, wurde im Jahr 1952 bei der Straßenbahn Erfurt probeweise das Prinzip des Fahrgastflusses eingeführt – erstmals in der Deutschen Demokratischen Republik. Die Fahrzeuge wurden passend zu den Erfurter Standardwagen beschafft, später aber auch so umgerüstet, dass sie mit Gothawagen eingesetzt werden konnten. Bereits von 1968 bis 1973 wurden alle neun Fahrzeuge verschrottet.
| Nummer | Baujahr | Verschrottung |
| ------ | ------- | ------------- |
| 232II  | 1952    | 1968          |
| 233II  | 1952    | 1971          |
| 234II  | 1952    | 1969          |
| 257    | 1954    | 1973          |
| 258    | 1954    | 1973          |
| 259    | 1954    | 1969          |
| 260    | 1957    | 1972          |
| 261    | 1957    | 1971          |
| 262    | 1957    | 1972          |